# Edmundo Beaufort (1439 - 1471)
Edmundo Beaufort (1439 - 4 de mayo de 1471) fue un noble inglés y un líder militar de la Casa de Lancaster durante las Guerras de las Dos Rosas.

## Biografía
Edmundo Beaufort era el segundo hijo varón de Edmundo Beaufort, duque de Somerset y su esposa Eleanor de Beauchamp.
Su padre Edmundo, era la principal figura en la corte real del débil rey Enrique VI. Después de las derrotas de Inglaterra en la Guerra de los Cien Años con la consecuente perdida de los territorios ingleses en el continente, un grupo de nobles descontentos liderados por Ricardo Plantagenet, duque de York se alzaron en armas contra el rey derrotando sus fuerzas en la primera batalla de St Albans, la que dio inicio a las Guerras de las Dos Rosas. En esa batalla el duque de Somerset perdió la vida.
El hermano mayor de Edmundo, Enrique Beaufort sucedería a su padre como duque de Somerset en 1455 dirigiendo las victorias de los Lancaster en las batallas de Wakefield (30 de diciembre de 1460) y segunda de San Albano (17 de febrero de 1461), y la decisiva derrota en Towton (29 de marzo de 1461), debiendo huir a Escocia después de esta última.
Finalmente aunque Enrique se reconcilió con el nuevo rey Eduardo IV de la Casa de York, este cambiaría de bando liderando una rebelión Lancaster que fue aplastada en la batalla de Hexham (15 de mayo de 1464) donde Enrique Beaufort perdería la vida.
Los títulos y propiedades de Enrique Beaufort fueron confiscados por ley del Parlamento; pero su hermano menor Edmundo Beaufort, fue nombrado duque de Somerset por los lancasterianos.
Edmundo Beaufort comandó al ejército Lancaster en la decisiva batalla de Tewkesbury (4 de mayo de 1471) donde Eduardo IV de la Casa de York aseguró su trono frente a la rival Casa de Lancaster. Derrotado huyó y se refugió en la Abadía de Tewkesbury. Fue decapitado por los yorkistas y enterrado en la iglesia de la abadía. A su muerte, la Casa de Beaufort se extinguió en la línea legítima por vía masculina.